# Корбу (комуна, Олт)
Корбу (рум. Corbu) — комуна у повіті Олт в Румунії. До складу комуни входять такі села (дані про населення за 2002 рік):
- Бузешть (242 особи)
- Бурдулешть (341 особа)
- Корбу (1301 особа) — адміністративний центр комуни
- Мілковень (554 особи)
- Чурешть (190 осіб)

Комуна розташована на відстані 110 км на захід від Бухареста, 28 км на схід від Слатіни, 73 км на схід від Крайови, 147 км на південний захід від Брашова.

## Населення
За даними перепису населення 2002 року у комуні проживали 2628 осіб. Усі жителі комуни рідною мовою назвали румунську.
Національний склад населення комуни:
| Національність | Кількість осіб | Відсоток |
| -------------- | -------------- | -------- |
| румуни         | 2377           | 90,4%    |
| цигани         | 251            | 9,6%     |

Склад населення комуни за віросповіданням:
| Релігія       | Кількість осіб | Відсоток |
| ------------- | -------------- | -------- |
| православні   | 2624           | 99,8%    |
| римо-католики | 1              | < 0,1%   |
| баптисти      | 1              | < 0,1%   |

## Зовнішні посилання
- Дані про комуну Корбу на сайті Ghidul Primăriilor